# ربيع مروة
ربيع مروة (1967  م)  هو ممثل أفلام وكاتب وممثل مسرحي وفنان بصري لبناني، متجذر في المسرح، وتشمل أعماله الفيديو وفن التنصيبية، والتصوير الفوتوغرافي والنص والنحت.

## سيرة شخصية
ولد ربيع في العاصمة اللبنانية بيروت وعاش في الحازمية،  وهو حفيد الكاتب اللبناني حسين مروة،  تخرج في المسرح عام 1989 من الجامعة اللبنانية،  حيث قابل زوجته «لينا سانيه».
كان يصنع قطع مسرحية منذ عام 1990،  تعمل أعماله منذ أواخر التسعينيات على «طمس الحدود بين المسرح والفنون البصرية وتشويشها»، وغالبًا ما يستخدم الشاشات والصور المسقطة. كتبت كيلين ويلسون جولدي فيصحيفة «نيويورك تايمز» عن مجموعة «مروة» المسرحية قائلة: «إنهم بالنسبة لبيروت ما تمثله مجموعة ووستر في نيويورك: مزيج من الابتكار الطليعي، والتعقيد المفاهيمي والإلحاح السياسي، وكلهم يرتكز على روح الدعابة الترابية».
تم تصميم عروض مروة لتظهر أكثر مثل الأعمال المرتجلة قيد التنفيذ، على الرغم من كونها مخطوطة، مما يعكس موضوع البحث المستمر الذي يركز على إثارة الفكر أكثر من تقديمه للمشهد،  كتب مروة عن عمله الخاص: «تتعامل أعمالي مع القضايا التي اكتسحت تحت الطاولة في المناخ السياسي الحالي في لبنان» 
مروة عضو مجلس إدارة في مركز بيروت للفنون.

## جوائز
- جائزة Spalding Grey لعام 2010 (التي تمنحها PS 122، ومتحف آندي وارهول، أون ذا بوردز، ومركز ووكر للفنون) [5]
- جائزة مؤسسة منح الفنون المعاصرة للفنانين (2010)
- جائزة Prince Claus Funds Award 2011.

## أعمال (محددة)

### قطع المسرح
- The Journey of Little Gandhi (1991). مقتبس من رواية إلياس خوري 1989 التي تحمل نفس الاسم.[4]
- ملحق 19 (1997).[4]
- تعال يا سيدي، نحن ننتظرك في الخارج (1998). التعاون مع طوني شاكر.[4]
- ثلاث ملصقات (2000). التعاون مع الياس خوري.[4]
- Biokraphia (2002) بالتعاون مع Lina Saneh.[4]
- من يخاف التمثيل (2005) [1]
- كيف تتمنى نانسي أن يكون كل شيء نكتة كذبة أبريل (2007).[1] التعاون مع فادي توفيق. تم عرضه في مهرجان طوكيو الدولي للفنون في اليابان.[2]
- البحث عن موظف مفقود [6]
- رجل الأمس (2007)، بالتعاون مع Tony Chakar وTiago Rodrigues، العرض الأول في La Mercè، جيرونا، إسبانيا.[2]
- مسرح بأقدام قذرة (2008). تم عرضه لأول مرة في HAU 2، مسرح Hebbel، برلين، ألمانيا.[2]
- سكان الصور (2009). تم عرضه لأول مرة في آرت دبي، دبي، الإمارات العربية المتحدة.[2] في الأصل محاضرة / الأداء، في وقت لاحق تثبيت الفيديو.[7]
- صور الرومانسية (2009). التعاون مع لينا سانيه. تم عرضه لأول مرة في مهرجان أفينيون، أفينيون.[2]
- The Pixelated Revolution (2012). تم عرضه لأول مرة في PS 122، نيويورك، نيويورك.
- ركوب على السحابة (2013).

### فيديو
- Face A/Face B (2001) [4][8]

### فنونتنصيبية
- مع الروح، مع الدم (2003).[9]
- أنا الموقع أدناه (2007). تم عرضه لأول مرة عام 2008، مانيفستا 7، ترينتينو ساوث تيرول، إيطاليا [2]
- بلا ضوضاء (2008).[7]
- الجد، الأب والابن (2010). تم افتتاحه لأول مرة في عام 2011، معهد بادكس للفن المعاصر، تورنتو، كندا.[7]
- سكان الصور (بين 2009 و 2011) [7]

### أدوار الفيلم
- جي فيوكس فور (2008) [10]

## روابط خارجية
- ربيع مروة على موقع IMDb (الإنجليزية)
- ربيع مروة على موقع ألو سيني (الفرنسية)
- ربيع مروة على موقع أول موفي (الإنجليزية)
- ربيع مروة على موقع قاعدة بيانات الفيلم (الإنجليزية)
- ربيع مروة على موقع كينوبويسك (الروسية)

- تثبيت «ربيع مروة: قفزتي إلى الفراغ»[وصلة مكسورة] (21 يناير 2011 – 26 مارس 2011)
- http://www.ibraaz.org/interviews/11 - مقابلة مع رابح مروي وأنتوني داوني (01/2012)